# 파니오니오스 FC
파니오니오스 FC(그리스어: ΠΑΕ Πανιώνιος Γ.Σ.Σ.)는 아테네 근교에 위치한 도시인 네아스미르니에 연고를 두고 있는 그리스의 축구 클럽으로 파니오니오스 GSS(그리스어: Πανιώνιος Γυμναστικός Σύλλογος Σμύρνης, Panionios Gymnastikos Syllogos Smyrnis) 산하의 축구 클럽이다. 현재는 그리스 수페르리가 2에 참가하고 있다. 파니오니오스는 "스미르나 범(汎)이오니아 체육회"의 그리스어 약칭이다.
파니오니오스는 1890년에 오스만 제국의 스미르나(현재의 튀르키예 이즈미르)에서 "오르페우스 음악 스포츠 클럽"(Orpheus Music and Sports Club)이라는 이름으로 창단되었다. 1893년에 오르페우스의 회원들 가운데 일부가 스포츠에 중점을 둔 독립된 조직인 "김나시온 클럽"(Gymnasion Club)을 창설했으며 김나시온 클럽은 이 때부터 매년 스포츠 대회에 참가하기 시작했다. 이후 1989년에 오르페우스와 김나시온이 합병되면서 PGSS라는 현재의 클럽명으로 탄생하였으며 1922년 그리스-튀르키예 전쟁의 여파로 생긴 그리스-튀르키예 인구 교환으로 인해 아테네 근교의 네아스미르니로 연고를 이전했다.
파니오니오스는 100여 년의 역사에도 불구하고 아직 리그 우승 기록이 없으며 팀의 최고 성적은 1970-71 시즌에서 2위를 기록한 것이다.
2015-16 시즌부터 성적이 점차 좋아져 2016-17 시즌에는 UEFA 유로파리그 2차 예선 진출권을 따내기도 했으며 수페르리가에서 꾸준히 중상위권을 유지했다. 하지만 2018-19 시즌을 6위로 마쳤음에도 2019-20 시즌을 앞두고 수페르리가 자격 조항을 충족하지 못해 그리스 축구 연맹으로부터 승점 6점 삭감과 이적 시장 제한 조치를 당하였다. 이로 인해 2019-20 시즌을 14위로 마치며 강등되었고, 또한 시즌이 끝나고 수페르리가 2에도 등록하지 못해서 4부 리그인 감마 에스니키로 강등되었다.

## 역대 성적
- 슈퍼리그 그리스 준우승

우승 (2): 1950-51, 1970-71
- 감마 에스니키 우승

우승 (1): 2023-24
- 베타 에스니키 우승

우승 (1): 1996-97
- 그리스 컵 우승

우승 (2): 1979, 1998
- 그리스 컵 준우승

우승 (4): 1952, 1961, 1967, 1989
- 발칸 컵 우승

우승 (1): 1971
- 발칸 컵 준우승

우승 (1): 1986

## 선수 명단

### 현역
참고: FIFA 자격 규정에 따라 소속된 국가대표팀 국기를 표시합니다. 선수는 복수의 FIFA 비회원국 국적을 가지고 있을 수 있습니다.
| 번호 | 포지션 | 국적     | 이름        |
| ---- | ------ | -------- | ----------- |
| 6    | DF     | 알바니아 | 아니오 포치 |

| 번호 | 포지션 | 국적 | 이름 |
| ---- | ------ | ---- | ---- |

## 역대 감독
| 감독                    | 임기        |
| ----------------------- | ----------- |
| 보 요한손               | 1988 ~ 1989 |
| 로니 웰런               | 1998 ~ 1999 |
| 안토니오스 니코폴리디스 | 2024 ~      |

## 같이 보기
- 네아스미르니 경기장